# Алі (колак Вадаї)
Алі I (д/н— 1874) — 13-й колак (правитель) султанату Вадаї в 1858—1874 роках.

## Життєпис
Походив з династії Аль-Аббасі. Старший син колака Мухаммада аль-Шаріфа. 1858 року посів трон. Спочатку спрямував зусилля на завершення боротьби за незалежність від Дарфурського султанату, яка, незважаючи на успіхи батька, поновилася. У 1860-х років домігся остаточного визнання з боку Дарфура незалежності Вадаї.
Активно втручався у внутрішні справи сусідів — Борну і Багірмі. Продовжив політику грабіжницьких та людоловських походів на південний схід. Йому також довелося придушуватися повстання арабського племені махамід на півночі та арабські племена сходу.
1871 року прийняв в своєму палаці в Абеше німецького мандрівника Густава Нахтігаля. Того ж року вдерся до Багірмі, де переміг та повалив мбанго Абдул-Рахмана III. При цьому сплюндрував його столицю Масенью, де захопив від 20 до 30 тис. полонених, перетворених на рабів. Серед захоплених була робина мбанго, зокрема Гауранг, який було відправлено до Уарі. Новим правителем Багірмі Алі I поставив Абу-Секкіна.
В подальшому продовжив грабіжницькі походи на південь та схід від Багірмі. Помер 1874 року. Трон спадкував його син Юсуф I.